# Коста (пустеля)
Коста — прибережна пустеля в Перу.
Коста, що протяглася вузькою порізаною смугою вздовж усього перуанського узбережжя (на 2270 км), являє собою північне продовження чилійської пустелі Атакама. На півночі, між містами П'юра і Чиклайо, пустеля займає широку низовину, поверхня якої зайнята в основному рухливими піщаними дюнами.
Південніше, на дільниці від Чиклайо до Піско, круті схили Анд підступають до самого океану.
Поблизу Піско декілька конусів винесення рік, що злилися, утворюють вузьку низовину неправильних контурів, місцями перегороджену відрогами гір.
Ще південніше біля самого берега підіймається невисока гірська гряда, що досягає приблизно 900 м над р.м. На схід від неї тягнеться глибоко розчленована скельна поверхня, що поступово підвищується до Анд.
Більша частина Кости настільки посушлива, що з 52 рік, які витікають зі схилів Анд на захід, тільки 10 доносять свої води до океану.
Узбережжя є економічно найважливішим районом Перу. 40 оаз цього району вирощують більшість найважливіших сільськогосподарських культур, в тому числі експортних. На узбережжі знаходиться також ряд головних міст — Ліма, Кальяо, Чиклайо і Трухільйо.